# Los desenfrenados
Los desenfrenados é um filme de comédia mexicano dirigido por Agustín P. Delgado e produzido por Roberto Gómez Bolaños. Lançado em 1960, foi protagonizado pela dupla humorística Marco Antonio Campos e Gaspar Henaine.

## Elenco
- Marco Antonio Campos - Viruta
- Gaspar Henaine - Capulina
- Aída Araceli - Susana
- Dacia González - Elena
- Magda Urvizu - Yolanda
- Gina Romand - Patricia
- Roberto Gómez Bolaños - Maestro
- Cesáreo Quezadas - Pulgarcito
- Donna Behar